# José Luis Villanueva
José Luis Villanueva   (Manila, 19 de març de 1913 - Quezon City, 11 de novembre de 1983) va ser un boxejador filipí que va competir durant la dècada de 1930. El seu fill Anthony Villanueva també fou un destacat boxejador.
El 1932 va prendre part en els Jocs Olímpics d'Estiu de Los Angeles, on guanyà la medalla de bronze en la categoria del pes gall, en guanyar el combat pel bronze a l'estatunidenc Joseph Lang. Aquesta fou la primera medalla de les Filipines en boxa en uns Jocs Olímpics.
Posteriorment va passar al professionalisme, tot guanyant es desconeix els resultats obtinguts en aquesta categoria.
Una vegada retirat passà a exercir d'entrenador de boxa. Morí d'un atac de cor el 1983.